# Hong Kong Airlines
Hong Kong Airlines é uma companhia aérea com sede em Hong Kong. Foi fundada em 2001 como CR Airways e iniciou suas operações em 5 de julho de 2003. A CR Airways é a primeira companhia aérea a obter um certificado desde o retorno de Hong Kong para a República Popular da China. A companhia aérea leva sua designação atual de Hong Kong Airlines Limited (ou Hong Kong Airlines) em 30 de setembro de 2006.

## Aeronave ordens
Em 20 de dezembro de 2005, a empresa assinou um  Memorando de Entendimento (MoU) com a Boeing para adquirir 30 Boeing 737-800 e 10 Boeing 787. No entanto, de acordo com o site da companhia aérea, há apenas uma ordem firme de quatro Boeing 737-800, sem menção de um pedido firme para o Boeing 787.
Em 21 junho  de  2007, a companhia assinou um memorando de entendimento com a Airbus para aquisição de 30 Airbus A320, 20 Airbus A330-200 equipados com motores Rolls-Royce Trent 700 e um Airbus Corporate Jet. A ordem foi posteriormente confirmada pela assinatura de um contrato firme com a Airbus em 12 de setembro de 2007, e será compartilhada entre a empresa e a sua irmã empresa de Hong Kong Express Airways. Em dezembro de 2008, três dos encomenda inicial de 20 aeronaves A330-200 foram convertidos para o A330-300 e transferido para Hong Kong Internacional de Aviação Arrendamento mercantil. Eles serão operados por Hong Kong Airlines.
A 4 fevereiro  de  2010, a Airbus anunciou outro memorando de entendimento assinado com Hong Kong Airlines para adquirir 6 Airbus A330-200. Eles são equipados com motores PW4000, Pratt & Whitney e foram originalmente encomendada pelo Grupo Marsans. Ao mesmo tempo, um dos A330-243 ordenou que foi convertido para um -343.
No Farnborough air Show, em julho de 2010, a Airbus anunciou que Hong Kong Airlines assinou um memorando de entendimento para converter encomendas para 15 A330 para A350s e colocar uma ordem adicional de 10 A330-200. Nenhuma selecção do motor para o airbus A330 da aeronave, foram anunciados.

## Frota

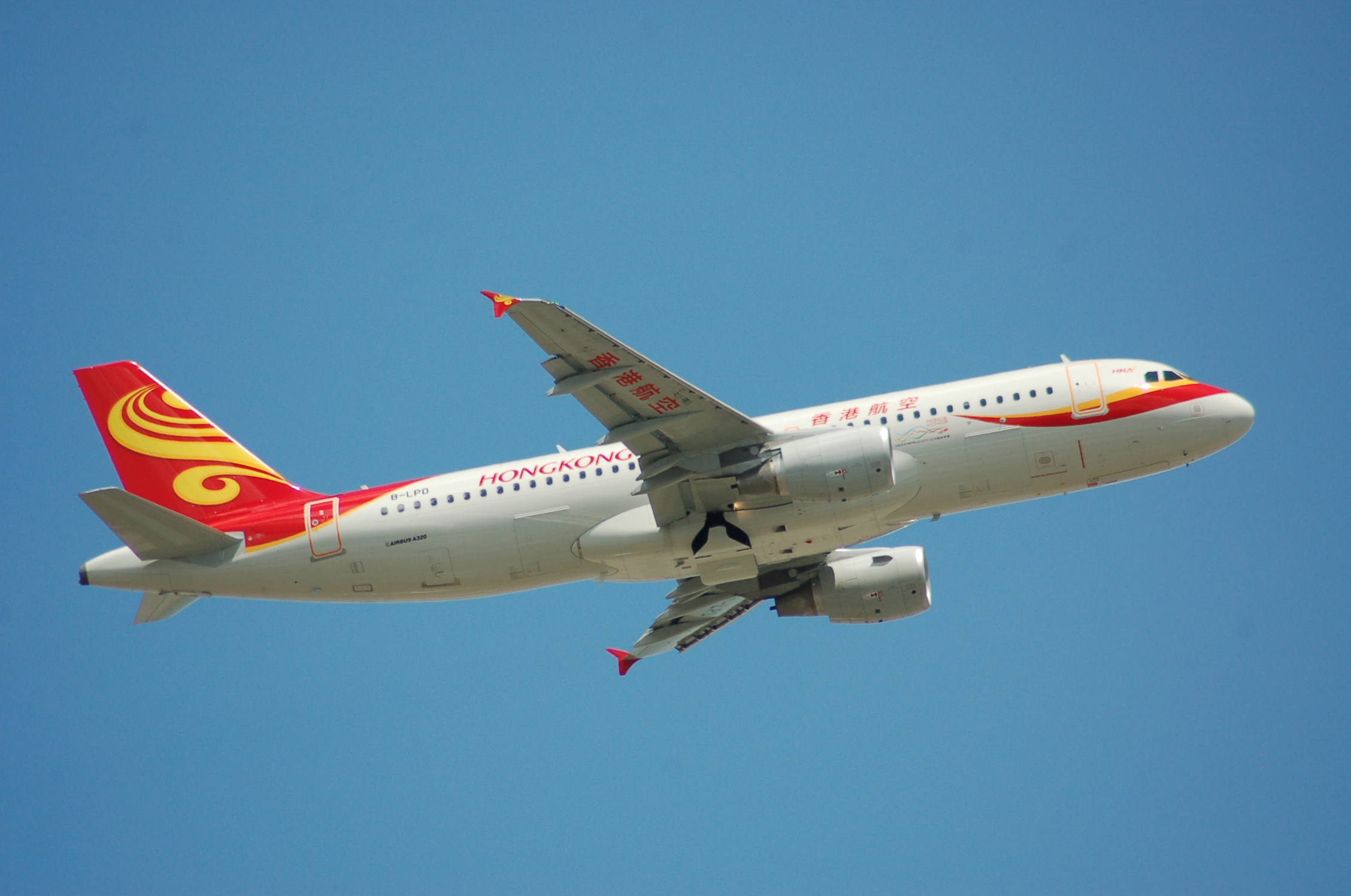
Airbus A320 da Hong Kong Airlines.

Em agosto de 2018.
- Airbus A320-200: 12
- Airbus A330-200: 9
- Airbus A330-300: 7
- Airbus A350-900: 2